# NoViolet Bulawayo
NoViolet Bulawayo és el pseudònim d'Elizabeth Zandile Tshele (Tsholotsho, 12 d'octubre de 1981), escriptora zimbawesa i Stegner Fellow a la Universitat Stanford (2012–14). El 2012, la National Book Foundation la va nomenar homenatjada amb "5 menors de 35 anys". Bulawayo va ser citada entre els 100 africans més influents per la revista New African el 2014. La seva primera novel·la We Need New Names va ser preseleccionada per al Booker Prize 2013, i la segona, Glory, va ser preseleccionada per al Booker Prize 2022, fet que la va convertir en "la primera negra africana a aparèixer dues vegades a la llista Booker".

## Biografia
Bulawayo va néixer a Tsholotsho i va assistir a l'escola secundària Njube i més tard a l'escola secundària Mzilikazi. Va completar la seva educació universitària als EUA, al Kalamazoo Valley Community College, i va obtenir una llicenciatura i un màster en anglès a la Texas A&M University-Commerce i la Southern Methodist University respectivament. El 2010, va completar un Màster en Belles Arts en Escriptura Creativa a la Universitat de Cornell, on el seu treball va ser reconegut amb un Truman Capote Fellowship.
El 2011 va guanyar el Premi Caine amb la seva història Hitting Budapest, que s'havia publicat al número de novembre/desembre de 2010 de la Boston Review, i es va convertir en el capítol inicial de la seva primera novel·la de 2013. We Need New Names es va incloure a la llista de finalistes del Man Booker Prize de 2013, fent de Bulawayo la primera dona negra africana i la primera de Zimbàbe a ser preseleccionada per al premi. També va guanyar el Premi Etisalat de Literatura i el Premi Hemingway Foundation/PEN, entre altres guardons.
El mateix any va començar a treballar en un projecte de memòries. Bulawayo va formar part del consell d'administració de la iniciativa literària panafricana Writivism entre 2014 i 2018.
Publicada el 2022, la seva segona novel·la, Glory, està inspirada en la Granja d'Animals de George Orwell i tracta sobre una nació a la cúspide de la revolució. Va trigar més de tres anys a escriure-la, període durant el qual Bulawayo "va seguir de prop l'activisme de base que reclamava canvis" a països africans com el Sudan, Algèria, Uganda, Eswatini i els Estats Units, on va sorgir el moviment Black Lives Matter ". Glory va ser descrita per The Conversation com "inoblidable" i "un clàssic instantani de Zimbabwe". En revisar la novel·la per a The Guardian, Sarah Ladipo Manyika va concloure: "Bulawayo no s'atura a dir la veritat al poder. Escriu amb urgència i valentia, aixecant un mirall tant al Zimbabwe contemporani com al món en general. La seva intrépida i innovadora crònica dels temps políticament repressius recorda altres grans narradors com Herta Müller, Elif Shafak i la compatriota de Zimbabwe Yvonne Vera. La glòria, amb un parpelleig d'esperança al final, és al·legoria, sàtira i conte de fades en un sol cop de puny." Glory va ser inclosa en la llista del Booker Prize 2022.
NoViolet Bulawayo va ser un dels escriptors presents a l'exposició Escriptors africans que el 2022 va organitzar la Universitat de Barcelona.

## Premis i distincions
- 2010. Truman Capote Fellowship[10]
- 2011. Premi Caine d'escriptura africana pel conte Hitting Budapest sobre una colla de nens del carrer en un barri de barraques de Zimbabwe[26][27][28]
- 2013. Finalista del Man Booker Prize per We Need New Names[16]
- 2013. National Book Award 5 Under 35. Triada per a un panell de finalistes i guanyadors anteriors. La va seleccionar Junot Díaz[29]
- 2013. Finalista del Guardian First Book Award per We Need New Names[30]
- 2013. Finalista del premi Barnes & Noble Discover per We Need New Names[31]
- 2013. Etisalat Prize for Literature per We Need New Names[32][33]
- 2013. Los Angeles Times Book Prize Art Seidenbaum Award de ciència-ficció per We Need New Names[34]
- 2014. Hemingway Foundation/PEN Award per We Need New Names[35][36]
- 2014. Betty Trask Award per We Need New Names[37]
- 2022. Finalista del Premi Brooker per Glory[7][38]

## Obres
- 2009. Snapshots, publicada a New Writing from Africa 2009 (editor JM Coetzee)
- 2010. Hitting Budapest, publicada a la Boston Review[39] i The Caine Prize for African Writing 2011
- 2013. We Need New Names
- 2022. Glory